# Джабар аль-Кальбі
Джабар (Джабір) ібн Абу'л-Касім аль-Кальбі (д/н– 983) — 4-й емір Сицилійського емірату в 982—983 роках.

## Життєпис
Походив з династії Кальбітів. Син еміра Абу'л-Касіма, після загибелі якого 982 року очолив військо в Калабрії (Південна Італія), але не намагався переслідувати відступаючу імператорську армію Оттона II. Наказав лише сплюндрувати околиці Таренту. По поверненню до Сицилії у червні 983 року повалений стриєчним братом Джа'фаром, що перед тим отримав дозвіл фатімідського халіфа аль-Азіза.